# Dinornis
Il dinornite o moa gigante (gen. Dinornis, Owen, 1843) è un uccello estinto appartenente ai dinornitiformi (noti anche come moa). Visse tra il Pleistocene e l'Olocene e si estinse verso il 1500. I suoi resti fossili e subfossili sono stati ritrovati in Nuova Zelanda. È considerato l'uccello più alto mai esistito.

## Descrizione
Dinornis potrebbe essere stato uno dei più alti uccelli mai esistiti: le femmine della specie più grande (Dinornis robustus) raggiungevano i 3,6 metri di altezza. Questi uccelli erano anche molto massicci: si stima che potessero raggiungere i 230-240 chilogrammi (Amadon, 1947) o addirittura 278 chilogrammi (Kampbell e Marcus, 1992) a seconda degli studi. Resti delle penne indicano che queste erano marroni o rossicce e simili a capelli, e sembra che ricoprissero la maggior parte del corpo eccetto la parte inferiore delle zampe e gran parte della testa (e una piccola porzione del collo al di sotto della testa). I piedi erano grandi e potenti, mentre il collo era estremamente allungato e permetteva all'animale di raggiungere la vegetazione alta. Rispetto alle dimensioni del corpo, la testa era piccola, con un corto becco appuntito, piatto e leggermente ricurvo. Come tutti i moa, anche Dinornis era privo delle ossa delle ali.

### Dimorfismo sessuale
È stato a lungo sospettato che alcune specie di moa costituissero il maschio e la femmina di una sola specie. Ciò è stato confermato dall'analisi con marcatori genetici del DNA estratto da materiale osseo. Ad esempio, prima di questi studi vi erano tre specie valide riconosciute di Dinornis: il moa gigante dell'Isola del Sud (D. robustus), il moa gigante dell'Isola del Nord (D. novaezealandiae) e il moa snello (D. struthioides). L'analisi del DNA ha mostrato che tutti gli esemplari di D. struthioides erano in realtà maschi, e tutti i D. robustus erano femmine. Quindi, le tre specie vennero riclassificate come due specie, ognuna delle quali era diffusa in una delle due isole maggiori della Nuova Zelanda. La specie D. robustus, tuttavia, comprende tre distinte linee genetiche e potrebbe essere classificata come varie specie diverse. Dinornis sembra aver avuto il dimorfismo sessuale più pronunciato di tutti i moa: le femmine erano alte circa una volta e mezzo e pesanti il 280% in più degli esemplari maschi.

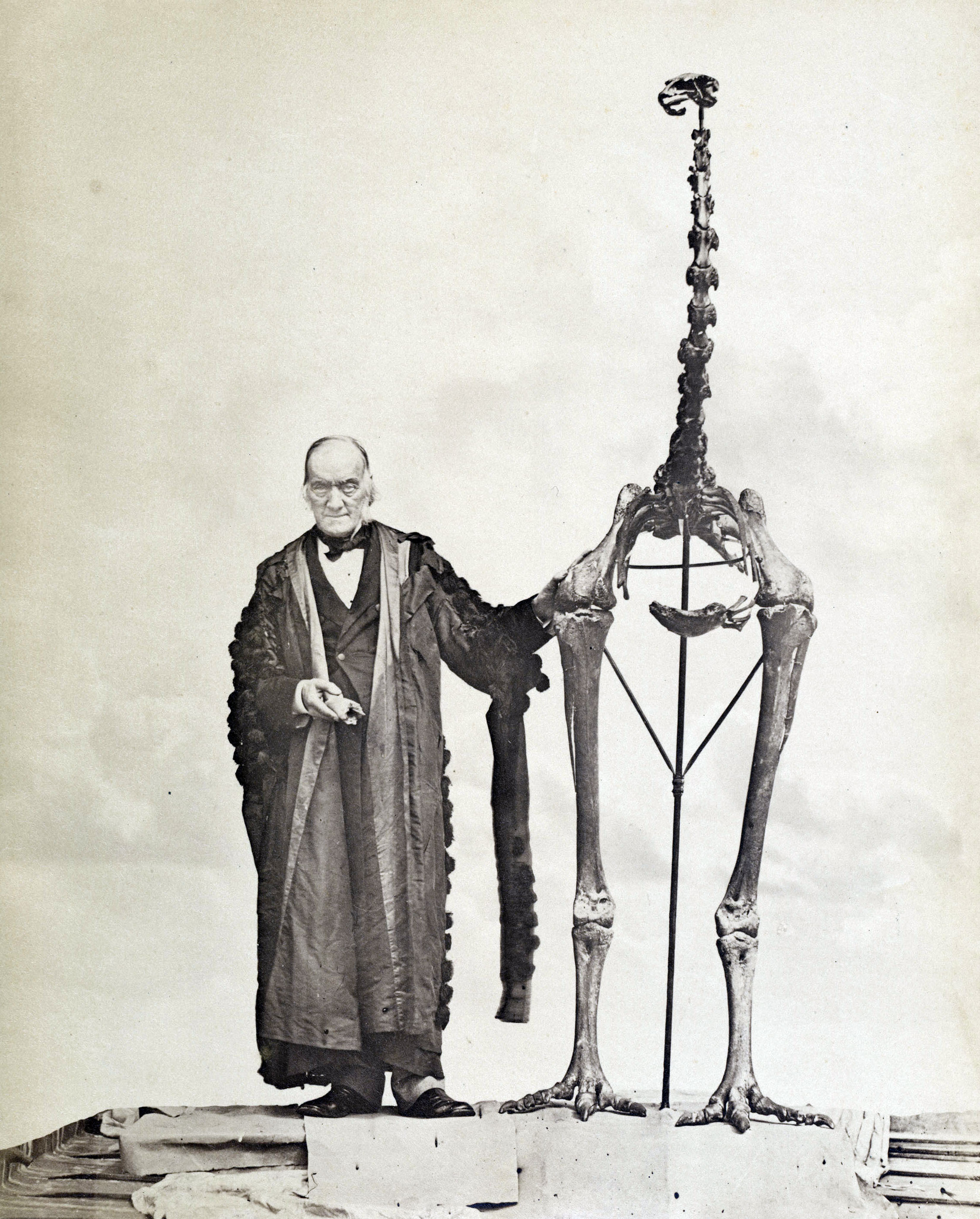
Richard Owen accanto alla ricostruzione di uno scheletro di Dinornis

## Classificazione
Nel 1839 John W. Harris, un commerciante della baia della Povertà con l'hobby del naturalismo, venne in possesso di un pezzo di osso dalla forma insolita lungo 15 centimetri, rinvenuto lungo le rive di un fiume. Harris mostrò l'osso a suo zio, John Rule, un medico di Sydney, il quale lo mandò al famoso paleontologo inglese Richard Owen, che a quel tempo lavorava al Royal College of Surgeons a Londra (Fuller, 1987).
Owen si interrogò riguardo al frammento osseo per quasi quattro anni, al termine dei quali stabilì che si trattava di una parte di un femore di un grande animale; tuttavia, l'osso era stranamente leggero e con una struttura "a nido d'ape". Owen annunciò nel 1843 alla comunità scientifica e al mondo la scoperta di un nuovo uccello gigante estinto simile a uno struzzo, che denominò Dinornis novaezealandiae. La sua deduzione venne ridicolizzata da alcuni membri della comunità scientifica, ma si dimostrò corretta grazie alle successive scoperte di notevoli quantità d'ossa di moa in tutta la Nuova Zelanda, sufficienti a ricostruire gli scheletri di questi uccelli (Fuller, 1987). Nel luglio del 2004, il Museo di Storia Naturale di Londra espose il frammento di osso di moa sulla quale Owen basò la prima descrizione, per celebrare i 200 anni dalla nascita dello studioso, fondatore del museo. 

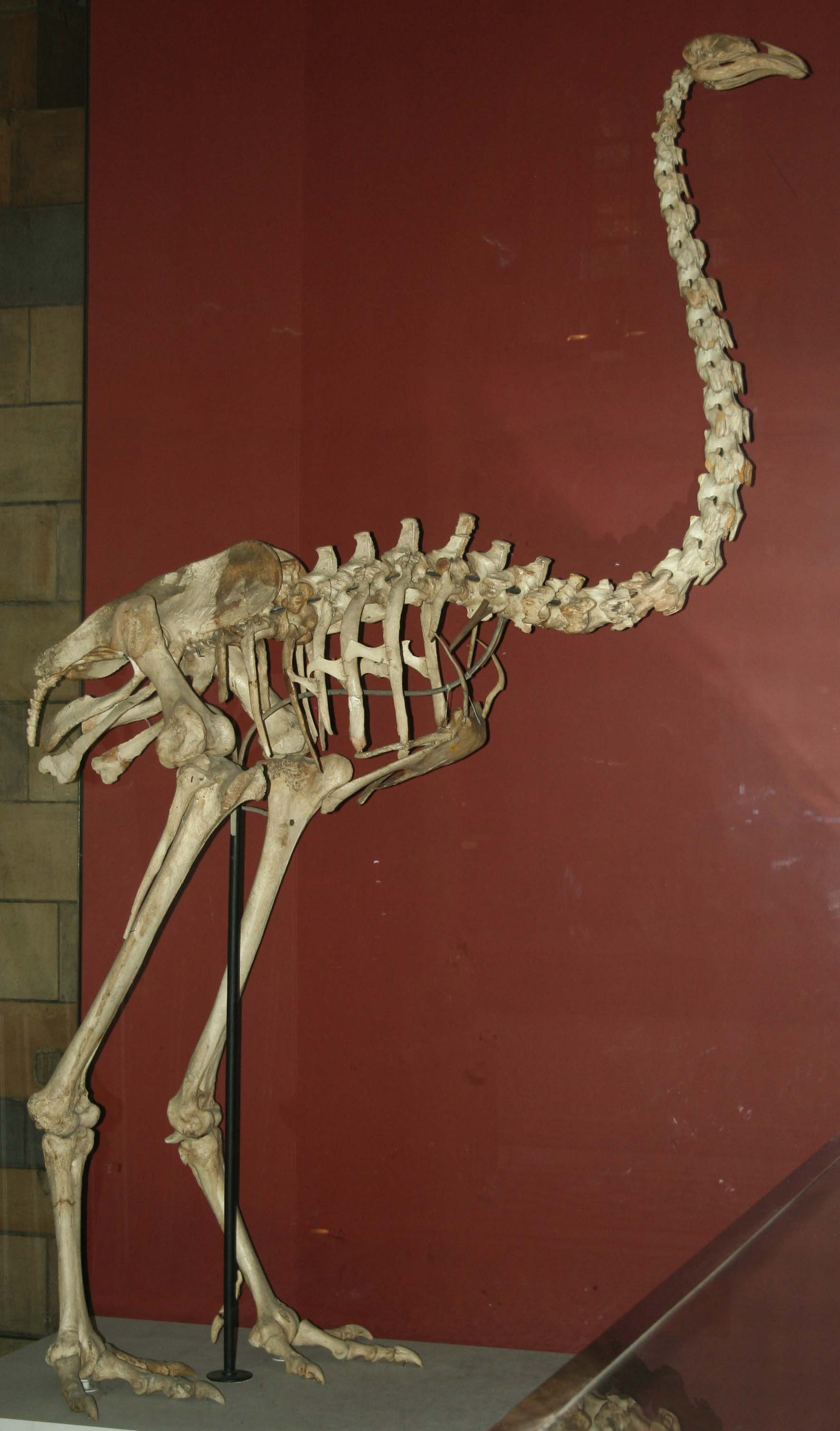
Scheletro di Dinornis novaezealandiae

Dinornis è il genere eponimo dei Dinornithiformes, un gruppo di grandi uccelli ratiti inetti al volo altrimenti noti come moa, tipici delle isole della Nuova Zelanda. Dinornis, in particolare, è ritenuto l'unico membro della famiglia Dinornithidae. Di seguito è mostrato un cladogramma tratto dal lavoro di Bunce e colleghi (2003): 
|  | Dinornis robustus        |
|  |                          |
|  | Dinornis novaezealandiae |
|  |                          |

|  | Megalapteryx didinus |
|  |                      |

|  | Dinornis robustus        |
|  |                          |
|  | Dinornis novaezealandiae |
|  |                          |

|  | Megalapteryx didinus |
|  |                      |

|  | Pachyornis australis                                                              |
|  |                                                                                   |
|  | \| \| Pachyornis elephantopus \| \| \| \| \| \| Pachyornis geranoides \| \| \| \| |
|  |                                                                                   |
|  | Pachyornis elephantopus                                                           |
|  |                                                                                   |
|  | Pachyornis geranoides                                                             |
|  |                                                                                   |

|  | Pachyornis elephantopus |
|  |                         |
|  | Pachyornis geranoides   |
|  |                         |

|  | Pachyornis australis                                                              |
|  |                                                                                   |
|  | \| \| Pachyornis elephantopus \| \| \| \| \| \| Pachyornis geranoides \| \| \| \| |
|  |                                                                                   |
|  | Pachyornis elephantopus                                                           |
|  |                                                                                   |
|  | Pachyornis geranoides                                                             |
|  |                                                                                   |

|  | Pachyornis elephantopus |
|  |                         |
|  | Pachyornis geranoides   |
|  |                         |

|  | Pachyornis australis                                                              |
|  |                                                                                   |
|  | \| \| Pachyornis elephantopus \| \| \| \| \| \| Pachyornis geranoides \| \| \| \| |
|  |                                                                                   |
|  | Pachyornis elephantopus                                                           |
|  |                                                                                   |
|  | Pachyornis geranoides                                                             |
|  |                                                                                   |

|  | Pachyornis elephantopus |
|  |                         |
|  | Pachyornis geranoides   |
|  |                         |

|  | Pachyornis australis                                                              |
|  |                                                                                   |
|  | \| \| Pachyornis elephantopus \| \| \| \| \| \| Pachyornis geranoides \| \| \| \| |
|  |                                                                                   |
|  | Pachyornis elephantopus                                                           |
|  |                                                                                   |
|  | Pachyornis geranoides                                                             |
|  |                                                                                   |

|  | Pachyornis elephantopus |
|  |                         |
|  | Pachyornis geranoides   |
|  |                         |

|  | Anomalopteryx didiformis                                             |
|  |                                                                      |
|  | \| \| Emeus crassus \| \| \| \| \| \| Euryapteryx curtus \| \| \| \| |
|  |                                                                      |
|  | Emeus crassus                                                        |
|  |                                                                      |
|  | Euryapteryx curtus                                                   |
|  |                                                                      |

|  | Emeus crassus      |
|  |                    |
|  | Euryapteryx curtus |
|  |                    |

|  | Anomalopteryx didiformis                                             |
|  |                                                                      |
|  | \| \| Emeus crassus \| \| \| \| \| \| Euryapteryx curtus \| \| \| \| |
|  |                                                                      |
|  | Emeus crassus                                                        |
|  |                                                                      |
|  | Euryapteryx curtus                                                   |
|  |                                                                      |

|  | Emeus crassus      |
|  |                    |
|  | Euryapteryx curtus |
|  |                    |

|  | Pachyornis australis                                                              |
|  |                                                                                   |
|  | \| \| Pachyornis elephantopus \| \| \| \| \| \| Pachyornis geranoides \| \| \| \| |
|  |                                                                                   |
|  | Pachyornis elephantopus                                                           |
|  |                                                                                   |
|  | Pachyornis geranoides                                                             |
|  |                                                                                   |

|  | Pachyornis elephantopus |
|  |                         |
|  | Pachyornis geranoides   |
|  |                         |

|  | Pachyornis australis                                                              |
|  |                                                                                   |
|  | \| \| Pachyornis elephantopus \| \| \| \| \| \| Pachyornis geranoides \| \| \| \| |
|  |                                                                                   |
|  | Pachyornis elephantopus                                                           |
|  |                                                                                   |
|  | Pachyornis geranoides                                                             |
|  |                                                                                   |

|  | Pachyornis elephantopus |
|  |                         |
|  | Pachyornis geranoides   |
|  |                         |

|  | Pachyornis australis                                                              |
|  |                                                                                   |
|  | \| \| Pachyornis elephantopus \| \| \| \| \| \| Pachyornis geranoides \| \| \| \| |
|  |                                                                                   |
|  | Pachyornis elephantopus                                                           |
|  |                                                                                   |
|  | Pachyornis geranoides                                                             |
|  |                                                                                   |

|  | Pachyornis elephantopus |
|  |                         |
|  | Pachyornis geranoides   |
|  |                         |

|  | Pachyornis australis                                                              |
|  |                                                                                   |
|  | \| \| Pachyornis elephantopus \| \| \| \| \| \| Pachyornis geranoides \| \| \| \| |
|  |                                                                                   |
|  | Pachyornis elephantopus                                                           |
|  |                                                                                   |
|  | Pachyornis geranoides                                                             |
|  |                                                                                   |

|  | Pachyornis elephantopus |
|  |                         |
|  | Pachyornis geranoides   |
|  |                         |

|  | Anomalopteryx didiformis                                             |
|  |                                                                      |
|  | \| \| Emeus crassus \| \| \| \| \| \| Euryapteryx curtus \| \| \| \| |
|  |                                                                      |
|  | Emeus crassus                                                        |
|  |                                                                      |
|  | Euryapteryx curtus                                                   |
|  |                                                                      |

|  | Emeus crassus      |
|  |                    |
|  | Euryapteryx curtus |
|  |                    |

|  | Anomalopteryx didiformis                                             |
|  |                                                                      |
|  | \| \| Emeus crassus \| \| \| \| \| \| Euryapteryx curtus \| \| \| \| |
|  |                                                                      |
|  | Emeus crassus                                                        |
|  |                                                                      |
|  | Euryapteryx curtus                                                   |
|  |                                                                      |

|  | Emeus crassus      |
|  |                    |
|  | Euryapteryx curtus |
|  |                    |

## Estinzione
Prima dell'arrivo dell'uomo, i moa giganti erano vissuti per circa 40.000 anni con una popolazione ecologicamente stabile. Quando arrivarono i coloni Polinesiani, i moa vennero cacciati attivamente e nel giro di poche centinaia di anni si estinsero (Perry et al., 2014); gli ultimi esemplari scomparvero intorno al 1500. Si suppone che il moa gigante, in particolare, si estinse circa 300 anni prima dell'arrivo degli europei.